# Skoda Museum Danmark
Škoda Museum Danmark er et automobilmuseum med biler fra den tjekkiske bilfabrikant Škoda Auto. Museet er indrettet på hovedgården Krengerup omkring 3 km fra Glamsbjerg i Assens Kommune på Fyn. Museet rummer i alt omkring 35 biler fra fra 1937 med Škoda Popular 418 til 1994 med Skoda Felicia, som var den første Skoda i samarbejde med Volkswagen. Museet er det eneste museum i verden, der er tilegnet Skoda, bortset fra fabrikkens eget museum i Tjekkiet. Museet drives af frivillige.
Ideen til museet blev skabt i 1998, hvor tre Skoda-entusiaster mødtes for at arrangere en broåbning i Gummerup. De fik samlet 12 gamle Skoda-modeller, og året efter åbnede museet i Nørregade i Assens, men da lokalerne var for små blev der etableret kontakt til ejerne af Krengerup, og museet åbnede i de nye lokaler den 4. august 2001.